# Fausto Salsano
Fausto Salsano, né le 19 décembre 1962 à Cava de' Tirreni, est un ancien footballeur italien qui évoluait au poste de milieu de terrain. 
Son club phare est la Sampdoria de Gênes dans laquelle il débute avec l'équipe B puis dispute 11 saisons en 1re division italienne. Il remporte notamment avec ce club la Coupe des coupes 1989-1990 et 4 Coupes d'Italie.

## Biographie
Au terme de la saison 2011-2012, Fausto Salsano est l'un des joueurs à avoir gagné le plus de Coupes d'Italie. Roberto Mancini et Dejan Stanković sont les recordmen avec six victoires puis il existe un groupe de cinq joueurs à l'avoir remporté à cinq reprises et dont il fait partie.

## Palmarès
| Compétitions internationales              | Compétitions nationales |
| - Coupe des coupes (1) - Vainqueur : 1990 | - Coupe d'Italie (5) - Vainqueur : 1985, 1988, 1989, 1991, 1994 - Championnat d'Italie D3 (1) - Champion : 2000 - Supercoupe d'Italie - Finaliste : 1988, 1991 |